# Dysdera arabisenen
Dysdera arabisenen là một loài nhện trong họ Dysderidae.
Loài này thuộc chi Dysdera. Dysdera arabisenen được miêu tả năm 1997 bởi Arnedo & Carles Ribera.